# Campionati europei di nuoto in vasca corta 2001
I noni Campionati europei di nuoto in vasca corta si sono svolti ad Anversa (Belgio) dal 13 al 16 dicembre 2001.

## Medagliere
| Posizione | Paese         | Oro | Argento | Bronzo | Totale |
| --------- | ------------- | --- | ------- | ------ | ------ |
| 1         | Germania      | 8   | 8       | 5      | 21     |
| 2         | Svezia        | 7   | 4       | 6      | 17     |
| 3         | Ucraina       | 4   | 4       | 0      | 8      |
| 4         | Slovenia      | 3   | 2       | 2      | 7      |
| 5         | Paesi Bassi   | 3   | 1       | 1      | 5      |
| 6         | Slovacchia    | 3   | 1       | 0      | 4      |
| 7         | Gran Bretagna | 2   | 5       | 5      | 12     |
| 8         | Rep. Ceca     | 2   | 1       | 2      | 5      |
| 9         | Italia        | 2   | 0       | 1      | 3      |
| 10        | Austria       | 1   | 2       | 1      | 4      |
| 11        | Croazia       | 1   | 1       | 1      | 3      |
| 12        | Polonia       | 1   | 1       | 0      | 1      |
| 12        | Svizzera      | 1   | 0       | 0      | 1      |
| 14        | Finlandia     | 0   | 2       | 2      | 4      |
| 15        | Francia       | 0   | 1       | 3      | 4      |
| 16        | Danimarca     | 0   | 1       | 2      | 3      |
| 17        | Israele       | 0   | 1       | 0      | 1      |
| 18        | Russia        | 0   | 0       | 4      | 4      |
| 19        | Lituania      | 0   | 0       | 1      | 1      |

## Piscina 25 m

### 50 m stile libero
| Posizione | Atleta                    | Paese       | Tempo |
| --------- | ------------------------- | ----------- | ----- |
|           | Stefan Nystrand           | Svezia      | 21.15 |
|           | Oleksandr Volynets        | Ucraina     | 21.60 |
|           | Pieter van den Hoogenband | Paesi Bassi | 21.65 |

| Posizione | Atleta            | Paese       | Tempo |
| --------- | ----------------- | ----------- | ----- |
|           | Inge de Bruijn    | Paesi Bassi | 23.89 |
|           | Therese Alshammar | Svezia      | 24.09 |
|           | Johanna Sjöberg   | Svezia      | 24.61 |

### 100 m stile libero
| Posizione | Atleta                    | Paese       | Tempo |
| --------- | ------------------------- | ----------- | ----- |
|           | Stefan Nystrand           | Svezia      | 47.15 |
|           | Pieter van den Hoogenband | Paesi Bassi | 47.42 |
|           | Romain Barnier            | Francia     | 47.53 |
|           | Duje Draganja             | Croazia     | 47.53 |

| Posizione | Atleta            | Paese       | Tempo |
| --------- | ----------------- | ----------- | ----- |
|           | Inge de Bruijn    | Paesi Bassi | 52.65 |
|           | Martina Moravcová | Slovacchia  | 52.97 |
|           | Johanna Sjöberg   | Svezia      | 53.01 |

### 200 m stile libero
| Posizione | Atleta                    | Paese       | Tempo      |
| --------- | ------------------------- | ----------- | ---------- |
|           | Pieter van den Hoogenband | Paesi Bassi | 1:42.46 RE |
|           | Květoslav Svoboda         | Rep. Ceca   | 1:44.78    |
|           | Stefan Herbst             | Germania    | 1:45.32    |

| Posizione | Atleta            | Paese      | Tempo      |
| --------- | ----------------- | ---------- | ---------- |
|           | Martina Moravcová | Slovacchia | 1:54.74 RE |
|           | Solenne Figuès    | Francia    | 1:55.83    |
|           | Alessa Ries       | Germania   | 1:57.34    |

### 400 m stile libero
| Posizione | Atleta             | Paese     | Tempo   |
| --------- | ------------------ | --------- | ------- |
|           | Emiliano Brembilla | Italia    | 3:41.27 |
|           | Jörg Hoffmann      | Germania  | 3:42.09 |
|           | Jacob Carstensen   | Danimarca | 3:42.28 |

| Posizione | Atleta           | Paese    | Tempo   |
| --------- | ---------------- | -------- | ------- |
|           | Anja Čarman      | Slovenia | 4:02.72 |
|           | Yana Klochkova   | Ucraina  | 4:02.79 |
|           | Irina Oufimtseva | Russia   | 4:05.68 |

### 800 m stile libero
| Posizione | Atleta           | Paese    | Tempo   |
| --------- | ---------------- | -------- | ------- |
|           | Flavia Rigamonti | Svizzera | 8:17.20 |
|           | Anja Čarman      | Slovenia | 8:20.31 |
|           | Irina Oufimtseva | Russia   | 8:23.28 |

### 1500 m stile libero
| Posizione | Atleta             | Paese    | Tempo    |
| --------- | ------------------ | -------- | -------- |
|           | Jörg Hoffmann      | Germania | 14:41.20 |
|           | Alexei Filipets    | Russia   | 14:41.98 |
|           | Nicolas Rostoucher | Francia  | 14:47.47 |

### 50 m dorso
| Posizione | Atleta        | Paese    | Tempo |
| --------- | ------------- | -------- | ----- |
|           | Stev Theloke  | Germania | 23.97 |
|           | Ante Mašković | Croazia  | 24.53 |
|           | Peter Mankoč  | Slovenia | 24.54 |

| Posizione | Atleta           | Paese     | Tempo    |
| --------- | ---------------- | --------- | -------- |
|           | Ilona Hlaváčková | Rep. Ceca | 27.06 RE |
|           | Anu Koivisto     | Finlandia | 27.75    |
|           | Janine Pietsch   | Germania  | 27.79    |

### 100 m dorso
| Posizione | Atleta          | Paese       | Tempo |
| --------- | --------------- | ----------- | ----- |
|           | Thomas Rupprath | Germania    | 50.99 |
|           | Stev Theloke    | Germania    | 51.92 |
|           | Gregor Tait     | Regno Unito | 52.90 |

| Posizione | Atleta           | Paese       | Tempo    |
| --------- | ---------------- | ----------- | -------- |
|           | Ilona Hlaváčková | Rep. Ceca   | 57.75 RE |
|           | Sarah Price      | Regno Unito | 59.46    |
|           | Janine Pietsch   | Germania    | 59.79    |

### 200 m dorso
| Posizione | Atleta        | Paese   | Tempo   |
| --------- | ------------- | ------- | ------- |
|           | Gordan Kožulj | Croazia | 1:53.37 |
|           | Yoav Gath     | Israele | 1:54.15 |
|           | Simon Dufour  | Francia | 1:54.21 |

| Posizione | Atleta        | Paese       | Tempo   |
| --------- | ------------- | ----------- | ------- |
|           | Sarah Price   | Regno Unito | 2:04.59 |
|           | Nicole Hetzer | Germania    | 2:06.65 |
|           | Anu Koivisto  | Finlandia   | 2:07.10 |

### 50 m rana
| Posizione | Atleta        | Paese       | Tempo |
| --------- | ------------- | ----------- | ----- |
|           | Oleg Lisogor  | Ucraina     | 26.71 |
|           | Mark Warnecke | Germania    | 26.75 |
|           | Darren Mew    | Regno Unito | 26.85 |

| Posizione | Atleta          | Paese    | Tempo    |
| --------- | --------------- | -------- | -------- |
|           | Emma Ingelström | Svezia   | 30.56 RM |
|           | Janne Schaefer  | Germania | 30.92    |
|           | Vera Lischka    | Austria  | 31.37    |

### 100 m rana
| Posizione | Atleta       | Paese       | Tempo |
| --------- | ------------ | ----------- | ----- |
|           | Oleg Lisogor | Ucraina     | 59.02 |
|           | James Gibson | Regno Unito | 59.23 |
|           | Daniel Malek | Rep. Ceca   | 59.51 |

| Posizione | Atleta       | Paese       | Tempo   |
| --------- | ------------ | ----------- | ------- |
|           | Anne Poleska | Germania    | 1:07.25 |
|           | Mirna Jukić  | Austria     | 1:07.59 |
|           | Heidi Earp   | Regno Unito | 1:08.25 |

### 200 m rana
| Posizione | Atleta            | Paese       | Tempo   |
| --------- | ----------------- | ----------- | ------- |
|           | Maxim Podoprigora | Austria     | 2:07.79 |
|           | Ian Edmond        | Regno Unito | 2:08.03 |
|           | Daniel Malek      | Rep. Ceca   | 2:09.07 |

| Posizione | Atleta         | Paese    | Tempo      |
| --------- | -------------- | -------- | ---------- |
|           | Anne Poleska   | Germania | 2:21.93 RM |
|           | Mirna Jukić    | Austria  | 2:22.26    |
|           | Emma Igelström | Svezia   | 2:23.36    |

### 50 m delfino
| Posizione | Atleta         | Paese       | Tempo |
| --------- | -------------- | ----------- | ----- |
|           | Lars Frölander | Svezia      | 23.07 |
|           | Mark Foster    | Regno Unito | 23.11 |
|           | Tero Välimaa   | Finlandia   | 23.59 |

| Posizione | Atleta                | Paese  | Tempo |
| --------- | --------------------- | ------ | ----- |
|           | Therese Alshammar     | Svezia | 25.73 |
|           | Anna-Karin Kammerling | Svezia | 25.78 |
|           | Natalia Soutiaguina   | Russia | 27.25 |

### 100 m delfino
| Posizione | Atleta          | Paese       | Tempo    |
| --------- | --------------- | ----------- | -------- |
|           | Thomas Rupprath | Germania    | 50.26 RM |
|           | Lars Frölander  | Svezia      | 50.58    |
|           | James Hickman   | Regno Unito | 51.32    |

| Posizione | Atleta                | Paese      | Tempo |
| --------- | --------------------- | ---------- | ----- |
|           | Martina Moravcová     | Slovacchia | 57.20 |
|           | Johanna Sjöberg       | Svezia     | 57.79 |
|           | Anna-Karin Kammerling | Svezia     | 57.98 |

### 200 m delfino
| Posizione | Atleta           | Paese       | Tempo   |
| --------- | ---------------- | ----------- | ------- |
|           | James Hickman    | Regno Unito | 1:52.93 |
|           | Denys Sylant'yev | Ucraina     | 1:53.34 |
|           | Anatoly Polyakov | Russia      | 1:53.54 |

| Posizione | Atleta             | Paese       | Tempo   |
| --------- | ------------------ | ----------- | ------- |
|           | Otylia Jędrzejczak | Polonia     | 2:07.95 |
|           | Mette Jacobsen     | Danimarca   | 2:08.13 |
|           | Georgina Lee       | Regno Unito | 2:08.14 |

### 100 m misti
| Posizione | Atleta        | Paese     | Tempo |
| --------- | ------------- | --------- | ----- |
|           | Peter Mankoč  | Slovenia  | 52.94 |
|           | Jens Kruppa   | Germania  | 54.10 |
|           | Jani Sievinen | Finlandia | 54.17 |

| Posizione | Atleta            | Paese      | Tempo   |
| --------- | ----------------- | ---------- | ------- |
|           | Martina Moravcová | Slovacchia | 1:00.16 |
|           | Alenka Kejžar     | Slovenia   | 1:00.90 |
|           | Oxana Verevka     | Russia     | 1:01.92 |

### 200 m misti
| Posizione | Atleta            | Paese     | Tempo   |
| --------- | ----------------- | --------- | ------- |
|           | Peter Mankoč      | Slovenia  | 1:56.18 |
|           | Jani Sievinen     | Finlandia | 1:56.60 |
|           | Alessio Boggiatto | Italia    | 1:57.52 |

| Posizione | Atleta         | Paese    | Tempo   |
| --------- | -------------- | -------- | ------- |
|           | Yana Klochkova | Ucraina  | 2:09.52 |
|           | Nicole Hetzer  | Germania | 2:09.70 |
|           | Alenka Kejžar  | Slovenia | 2:10.82 |

### 400 m misti
| Posizione | Atleta            | Paese       | Tempo   |
| --------- | ----------------- | ----------- | ------- |
|           | Alessio Boggiatto | Italia      | 4:06.99 |
|           | Robin Francis     | Regno Unito | 4:08.49 |
|           | Jacob Carstensen  | Danimarca   | 4:08.58 |

| Posizione | Atleta         | Paese    | Tempo      |
| --------- | -------------- | -------- | ---------- |
|           | Nicole Hetzer  | Germania | 4:29.46 RE |
|           | Yana Klochkova | Ucraina  | 4:31.31    |
|           | Alenka Kejžar  | Slovenia | 4:33.46    |

### 4 x 50 m stile libero
| Posizione | Atleta                                                               | Paese       | Tempo      |
| --------- | -------------------------------------------------------------------- | ----------- | ---------- |
|           | Denys Sylant'yev Oleksandr Volynets Oleg Lisogor Vyacheslav Shyrshov | Ucraina     | 1:26.09 RE |
|           | Johan Kenkhuis Gijs Damen Ewout Holst Pieter van den Hoogenband      | Paesi Bassi | 1:26.32    |
|           | Erik Dorch Stefan Nystrand Lars Frölander Jonas Tilly                | Svezia      | 1:26.77    |

| Posizione | Atleta                                                                    | Paese       | Tempo   |
| --------- | ------------------------------------------------------------------------- | ----------- | ------- |
|           | Johanna Sjöberg Therese Alshammar Anna-Karin Kammerling Cathrine Carlsson | Svezia      | 1:38.29 |
|           | Suze Valen Hinkelien Schreuder Annabel Kosten Inge de Bruijn              | Paesi Bassi | 1:39.02 |
|           | Katrin Meissner Ann-Christiane Langmaack Petra Dallman Janine Pietsch     | Germania    | 1:39.60 |

### 4 x 50 m misti
| Posizione | Atleta                                                        | Paese       | Tempo      |
| --------- | ------------------------------------------------------------- | ----------- | ---------- |
|           | Thomas Rupprath Mark Warnecke Stev Theloke Carsten Dehmlow    | Germania    | 1:34.78 RM |
|           | Gregor Tait James Gibson James Hickman Mark Foster            | Regno Unito | 1:35.19    |
|           | Jens Petterson Patrik Isaksson Lars Frölander Stefan Nystrand | Svezia      | 1:35.68    |

| Posizione | Atleta                                                                 | Paese       | Tempo   |
| --------- | ---------------------------------------------------------------------- | ----------- | ------- |
|           | Therese Alshammar Emma Igelström Anna-Karin Kammerling Johanna Sjöberg | Svezia      | 1:48.32 |
|           | Janine Pietsch Janne Schaefer Catherine Friedrich Katrin Meißner       | Germania    | 1:49.92 |
|           | Suze Valen Madelon Baans Inge de Bruijn Annabel Kosten                 | Paesi Bassi | 1:50.00 |